# Ginglimostomàtids
Els ginglimostomàtids (Ginglymostomatidae) són una família d'elasmobranquis selacimorfs de l'ordre Orectolobiformes que habiten en els fons marins de tot el món, arriben a mesurar fins a 4 m de llarg i poden trobar-se en mars tan septentrionals com les costes de Nova York, als Estats Units. Posseeix tres gèneres, cadascun amb una espècie.

## Gèneres i espècies
- Gènere Ginglymostoma J. P. Müller i Henle, 1837
  - Ginglymostoma cirratum Bonnaterre, 1788 - Tauró nodrissa
- Gènere Nebrius Rüppell, 1837
  - Nebrius ferrugineus Lesson, 1831 - Tauró nodrissa lleonat
- Gènere Pseudoginglymostoma Dingerkus, 1986
  - Pseudoginglymostoma brevicaudatum Günther, 1867